# Dani Estrada
Daniel Estrada Agirrezabalaga (Zarautz, 3 de janeiro de 1987) é um futebolista profissional espanhol que atua como meia, atualmente defende o Deportivo Alavés.